# Chordopoxvirinae
Chordopoxvirinae è un sottofamiglia dei Poxviridae caratterizzata dal fatto di poter infettare i vertebrati, a differenza della sottofamiglia entomopoxvirinae che infettano gli invertebrati.
La sottofamiglia include 18 generi:
- Avipoxvirus
- Capripoxvirus
- Centapoxvirus
- Cervidpoxvirus
- Crocodylidpoxvirus
- Leporipoxvirus
- Macropopoxvirus
- Molluscipoxvirus che comprende il virus del mollusco contagioso[2]
- Mustelpoxvirus
- Orthopoxvirus che comprende il Variola virus responsabile del vaiolo e il Vaccinia virus utilizzato per la realizzazione del vaccino antivaioloso[2]
- Oryzopoxvirus
- Parapoxvirus
- Pteropopoxvirus
- Salmonpoxvirus
- Sciuripoxvirus
- Suipoxvirus
- Vespertilionpoxvirus
- Yatapoxvirus